# Facultad de Filosofía y Letras (Universidad de Córdoba)
La Facultad de Filosofía y Letras de la Universidad de Córdoba es un centro de la Universidad de Córdoba (España) que imparte varias titulaciones de la rama de humanidades y cuya sede se encuentra en el antiguo Hospital del Cardenal Salazar, en pleno casco histórico de la ciudad.

## Historia
La Facultad de Filosofía y Letras de Córdoba se creó en 1971 como Colegio Universitario dependiente de la Universidad de Sevilla. Dos años más tarde se transforma en Facultad al integrarse en la recién creada Universidad de Córdoba. 
Su sede, que compartió hasta 1983 con la Facultad de Derecho, se encuentra en el emblemático edificio que antaño fue hospital del Cardenal Salazar. Junto a ella se encuentra la capilla de San Bartolomé, que es una de las más señeras muestras del arte mudéjar de la provincia de Córdoba. En los años 1990 se realizó una ampliación del edificio así como se han realizado varias reformas en sus instalaciones para acoger nuevas titulaciones como Historia del Arte, Humanidades y posteriormente Traducción e Interpretación.

## Grados
En esta facultad se imparten los siguientes grados universitarios:
- Cine y Cultura
- Gestión Cultural
- Estudios Ingleses
- Filología Hispánica
- Historia
- Historia del Arte
- Traducción e Interpretación

Asimismo, se imparten los siguientes dobles grados:
- Doble Grado en Educación Primaria y Estudios Ingleses
- Doble Grado en Historia e Historia del Arte
- Doble Grado en Traducción e Interpretación y Estudios Ingleses
- Doble Grado en Traducción e Interpretación y Filología Hispánica
- Doble Grado en Turismo y Traducción e Interpretación